# Aphidius colemani
Aphidius colemani is een insect dat behoort tot de orde vliesvleugeligen (Hymenoptera) en de familie van de schildwespen (Braconidae). De wetenschappelijke naam van de soort werd voor het eerst geldig gepubliceerd door Viereck in 1912. 
Binnen de tuinbouw sector wordt dit soort uitgezet in kassen voor het bestrijden van bladluis.